# Tatiana Gutsu
Tatiana Gutsu (Тетяна Константинівна Гуцу), född den 5 september 1976 i Odessa, Ukrainska SSR, Sovjetunionen, är en ukrainsk och före detta sovjetisk gymnast.
Hon tog OS-guld i lagmångkampen, OS-guld i den individuella mångkampen, OS-silver i barr och OS-brons i fristående i samband med de olympiska gymnastiktävlingarna 1992 i Barcelona.